# Брюховичи (посёлок)
Брю́ховичи (укр. Брюховичі, нем. Bruchwiese — дробные лужки, пастбище или прилуки) — посёлок во Львовской городской общине Львовского района Львовской области Украины. До 1957 года — райцентр, затем в составе Львовской общины в Шевченковском районе Львова, расположенный в 7 км к северо-западу от Львова. Курортно-рекреационная местность.
Брюховичи расположены на естественном водораздельном холмистом кряже, части Расточья, который тянется от Львова до Белгорая в Польше. Посёлок граничит с природоохранным заповедником «Расточье».

## История
Посёлок Брюховичи возник в XV в. Впервые он упоминается в декрете польского короля Владислава Ягелончика 23 июля 1444 года, согласно которому львовским горожанам предоставлялось право заложить поселение над речкой Брюховичской. Тогда это было небольшое село, здешние крестьяне выполняли феодальные повинности.
Во время осады Львова в 1648 году войском Богдана Хмельницкого был взят в плен татарами Тугай-бея Иван Брюховецкий, впоследствии гетман Левобережной Украины. Татары разграбили и спалили село Брюховичи.
Брюховичи уже с 1889 года начали развиваться как рекреационная зона Львова, посёлок был включён в официальный список климатических курортов. В 1996 по постановлению правительства Украины статус курортно-рекреационной местности был подтверждён.
Посёлок состоит из трёх зон:
- южной — застроенные поселковые территории;
- северной — зона санаторно-рекреационных учреждений;
- восточной — зона рекреационных территорий и поселкового центра.

На территории Брюховичей расположен цех строганого шпона и столярных плит Львовского фанерного комбината, Брюховичское и Завадовское лесничества, лесозавод Львовского лесхоззага, комбинат коммунальных предприятий, астрономическая станция обсерватории Львовского университета и метеорологическая площадка Львовского метеоцентра.
До 90-х годов на территории Брюховичей размещалось более 20 детских стационарных пионерских лагерей министерств и ведомств СССР, 7 постоянно действующих профилакториев при них, а также 13 санаториев и баз отдыха.
Железнодорожная станция Брюховичи связана ветками с Рава-Русской и Львовом, по территории посёлка проходит Львовский кольцевой отгон железной дороги. В посёлке есть кардиологическая реабилитационная больница, Львовский региональный институт государственного управления Национальной академии государственного управления при Президенте Украины, Семинария Святого Духа римской католической церкви, а также всеукраинский центр свидетелей Иеговы.
До 2006 года в Брюховичском лесу дислоцировался элитный 146 командно-разведывательный центр штаба Прикарпатского военного округа (в/ч 31996, А1590), 30 отдельный батальон РХБЗ (радиационной, химической и бактериологической защиты) 24-й «железной» дивизии 13 армии ПрикВО. А 25 декабря 2008 года были вывезены боеприпасы из 731-го артиллерийского склада вооружения и боеприпасов (в/ч А3870) (военный городок № 160), где хранились более 20 видов мин, снарядов и ракет.
В Брюховичах находится тренировочная база львовского футбольного клуба «Карпаты».
На Зъявленской горе, возле лесничества и кладбища, находится Брюховичский форт, построенный австрийцами после 1897 г., один из 11 фортов, обеспечивающих круговую оборону Львова конца 19 ст. Штурмовали форт только один раз сами же австрийцы в 1915 году, когда выбивали из форта российские войска.

## Кладбище
На кладбище Брюхович похоронены;
- Габриэль Сокольницкий (1877—1975) — польский и советский учёный в области электротехники. Педагог, профессор, действительный член Академии технических наук в Варшаве. Ректор Львовского политехнического института.
- Кузьма Скрябин (1968—2015) — украинский певец, музыкант, композитор, телеведущий, писатель.

|                        |  |                                     |  |                                                            |  | |
| Железнодорожный вокзал |  | Храм Рождества Пресвятой Богородицы |  | Православная церковь Введений Пресвятой Девы Марии во Храм |  | Львовский региональный институт государственного управления Национальной академии государственного управления при Президенте Украины |